# Lännersta gård

Lännersta gård är en herrgård och säteri i bostadsområdet Lännersta i Boo i Boo socken i Nacka kommun. Gården är känd sedan 1400-talet, och lydde mellan 1545 och 1829 under Boo-godset. Under 1700-talet ägdes Lännersta Gård av bland andra arkitekten Nicodemus Tessin den yngre och hans son Carl Gustaf Tessin.

## Historik

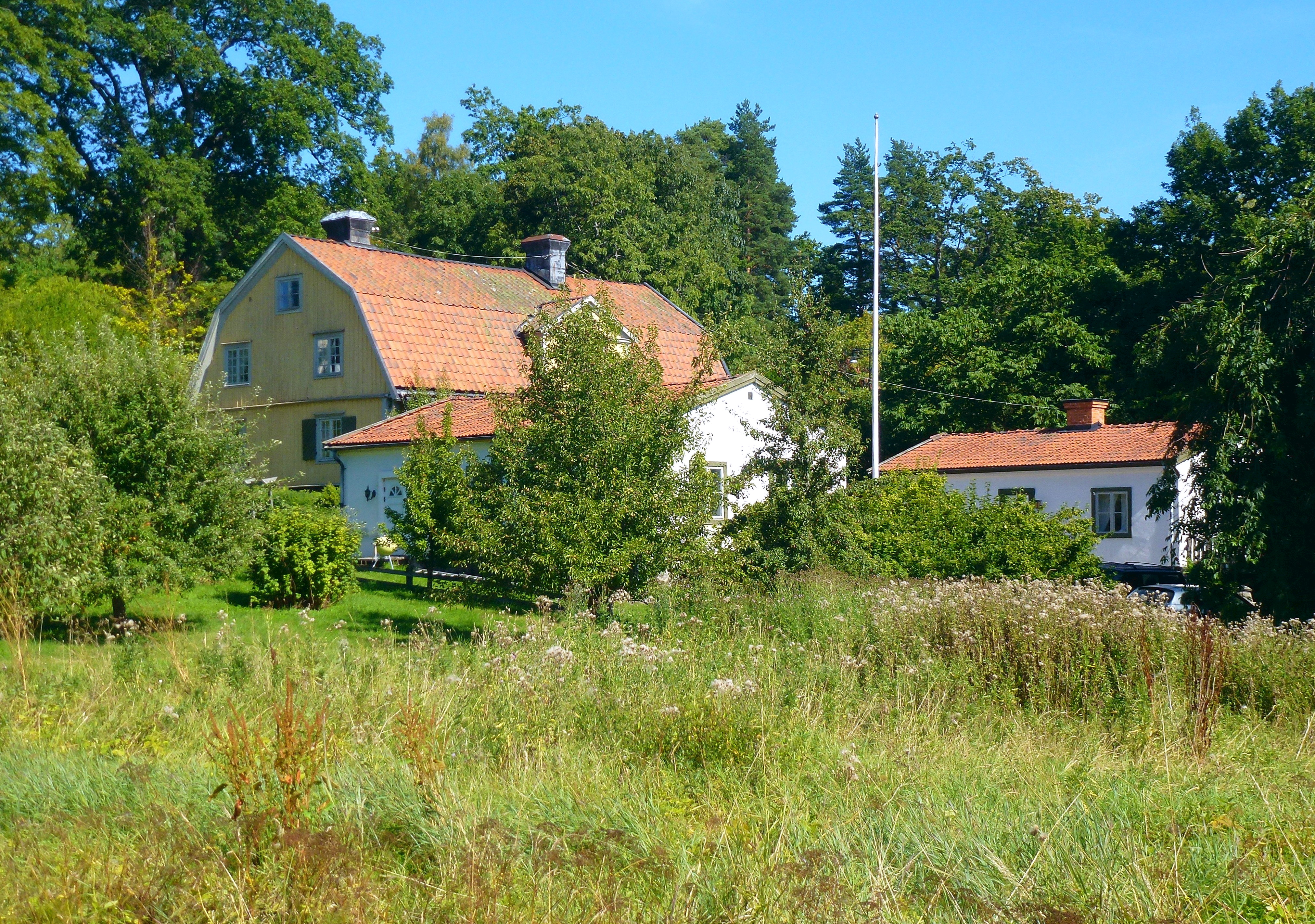
Lännersta gård från sydväst, 2015.

Gården är skriftligt dokumenterad på 1430-talet när den skänktes till Gråbrödraklostret i Stockholm. Då stavas gårdens namn  ”Landesta” eller ” Landestow” vilket betyder ”landningsställe” eftersom här låg en av Lännerstasundets gamla  hamnplatser. År 1478 indrogs Lännersta till kronan. År 1545 erhöll amiralen Jacob Bagge Boo gård som gåva av kronan för sina förtjänster. I gåvan ingick även Lännersta och medan Bagge bosatte sig på Boo blev Lännersta ladugård till Boo.
Enligt traditionen bodde Nicodemus Tessin den yngre på Lännersta under den tid då Boo gård återuppbyggdes efter rysshärjningarna 1719. Då fick Lännerstas huvudbyggnad sin nuvarande storlek. Efter Nicodemus Tessin den yngre ägdes Lännersta av hans son Carl Gustaf Tessin som använde byggnaden som jaktstuga. Jaktmarkerna var den närbelägna jaktparken Djurgården som Boo gårds ägare Nicodemus Tessin den yngre lät anlägga här vid 1700-talets början.
Fram till år 1829 låg Lännersta under Boo, då gick rörelsen i konkurs och Boo-godset splittrades. Vid den tiden ägdes Boo och Lännersta av kapten Fr. Gripensvärd. 1829 köptes Lännersta gård av bokhållarna Johan Hammarström och Magnus Lind och på 1860-talet ägdes Lännersta gård av rådmannen C.E. Wahlberg (död 1864). Egendomen omfattade en areal av 600 tunnland. Han lät uppföra en ny ladugård och troligen tillkom båda flygelbyggnader under hans tid. Under Wahlberg avstyckades och såldes de första tomterna för villabebyggelse på udden väster om gården. Sonen fortsatte med exploateringen och 1906 lämnade Wahlberg slutligen gården. Då bildades AB Lännersta som 1918 sålde huvudbyggnaden till direktör Ernst Sievert. 1937 var egendomen styckad i 925 tomter.

## Ägarlängd i urval[5]

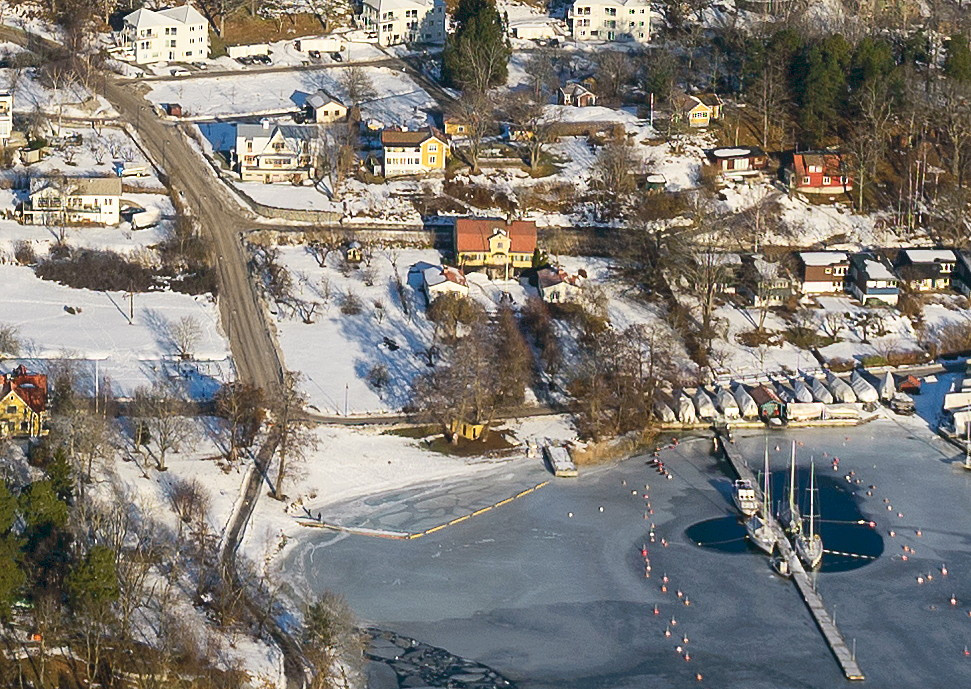
Lännersta gård 2013.

- 1436: Makarna Jon Dyckn Martinsson och Sigrid Wibbadotter (Landestow)
- 1437: Gråbrödraklostret gm testamente från Wibbadotter (Landesta)
- 1478: Indraget till kronan (Landestha)
- 1545: Amiral Jakob Bagge (livstids förläning av Gustav Vasa)
- 1577: Jakob Bagge dy
- 1611: Olof Bure (gift med Elisabet Bagge)
- 1661: Anna Bure
- 1671: Jakob Munk
- 1700: Nicodemus Tessin dy
- 1728: Carl Gustaf Tessin
- 1748: Johan Alnor
- 1752: Erik von Stockenström
- 1790: Olof Kumblin
- 1814: Fredrik Adolf Gripensvärd
- 1829: Robert Magnus Lind
- 1846: Georg Carl af Trolle
- 1858: Carl Emanuel och Carl Fredrik Wahlberg
- 1907: Martin Lindberg
- 1918: Ernst Sievert
- 1934: Siegfried Matz
- 1964: Elsy och Allan Olsson
- 1982: Louise Storckenfeldt

## Byggnaden och parken
Huvudbyggnaden bevarar tydlig 1700-talskaraktär. Det rör sig om ett gulmålat enplans panelat trähus med brutet sadeltak. Mot syd märks en frontespis. Mangårdsbyggnaden flankeras av två fristående vitputsade flyglar i enkel senempir som troligen härrör från 1860-talet. En kort allé leder ner från huset till Ångbåtsvägen. Där finns en brygga som hör till gården. Väster om gården är en liten del av parken och trädgården kvar. Några ursprungliga uthus eller ekonomibyggnader är inte bevarade.